# Sebastiano De Albertis

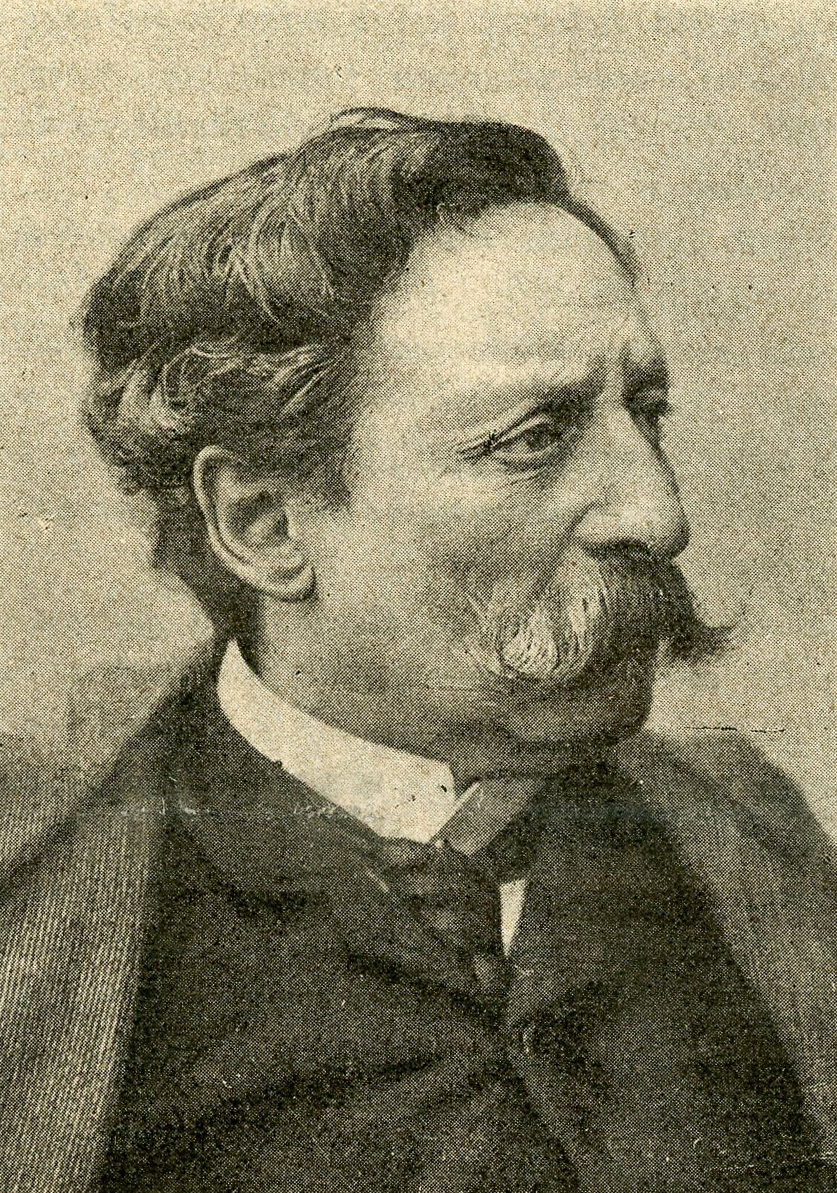
Sebastiano de Albertis um 1897

Sebastiano de Albertis (* 14. Januar 1828 in Mailand; † 28. November 1897 ebenda) war ein italienischer Maler.

## Biographie
Sebastiano de Albertis wurde am 14. Januar 1828 in Mailand geboren. Seine künstlerische Ausbildung erhielt er an der Accademia di Belle Arti di Brera in Mailand. Er schuf überwiegend Bilder im Stil des Realismus, die dem Genre der Schlachtenmalerei zuzuordnen sind.
Nach seinem Tod am 28. November 1897 wurde er auf dem Mailänder Zentralfriedhof Cimitero Monumentale beigesetzt.

## Werke

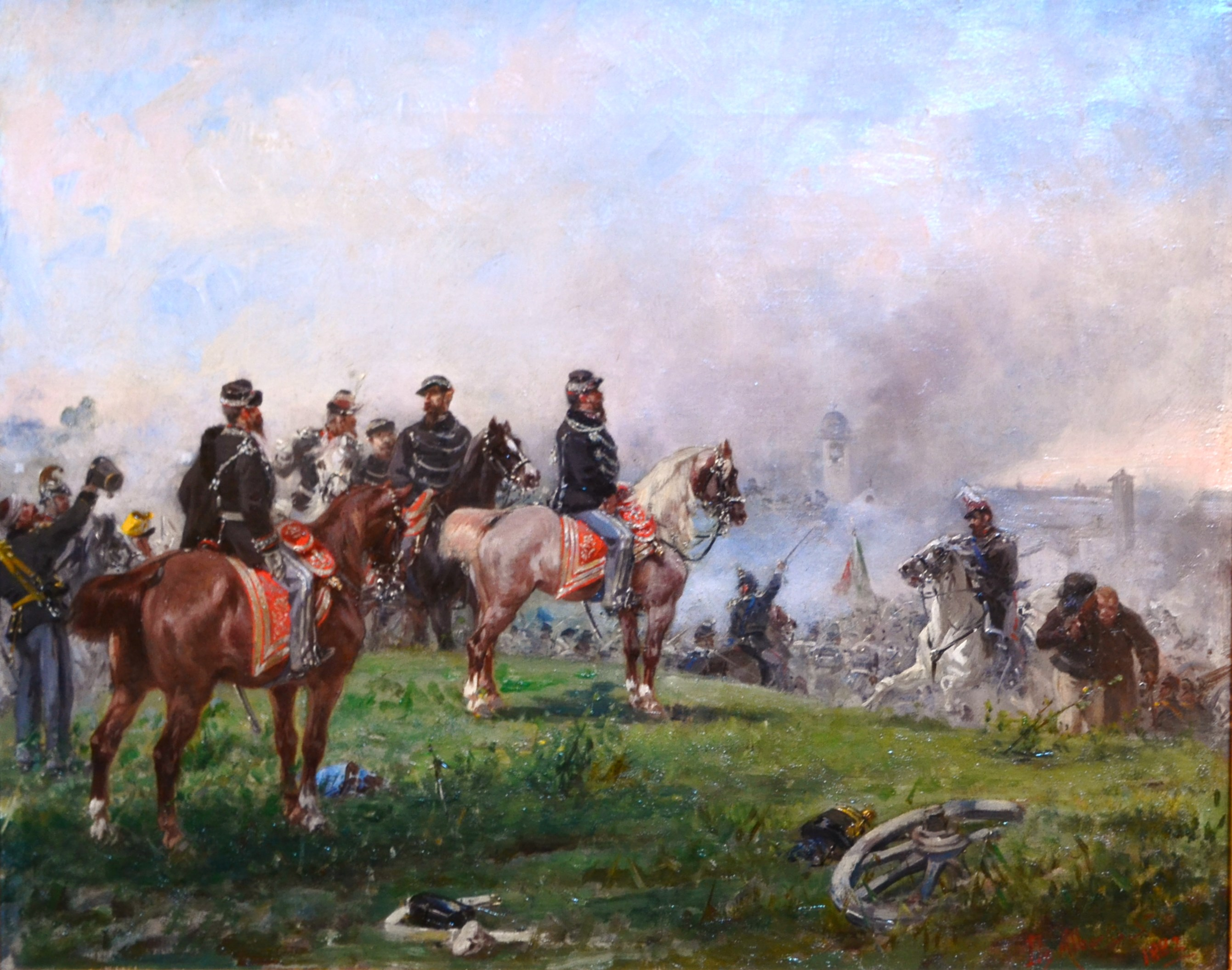
Scena di battaglia risorgimentale
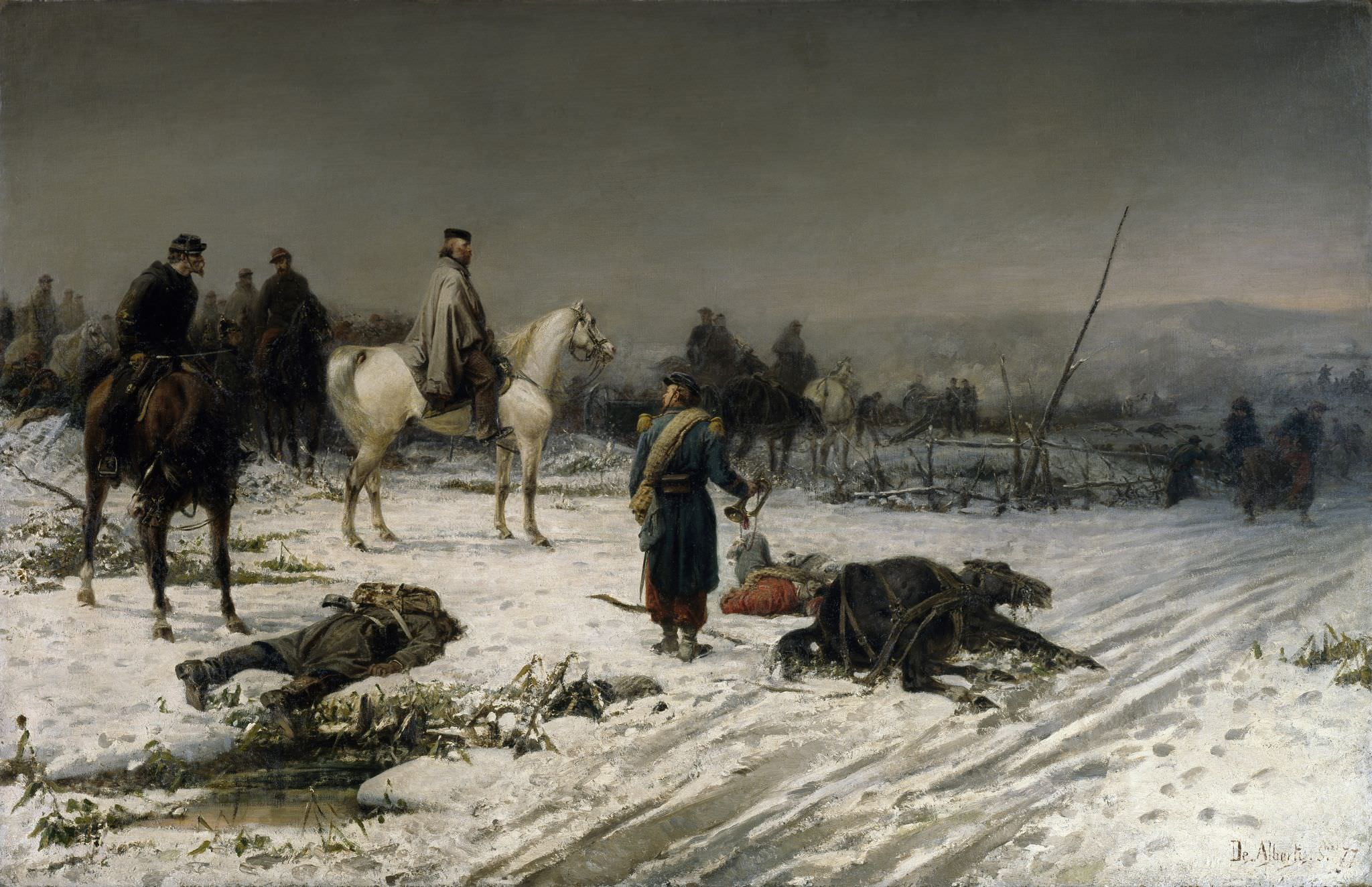
Garibaldi in Dijon, 1877
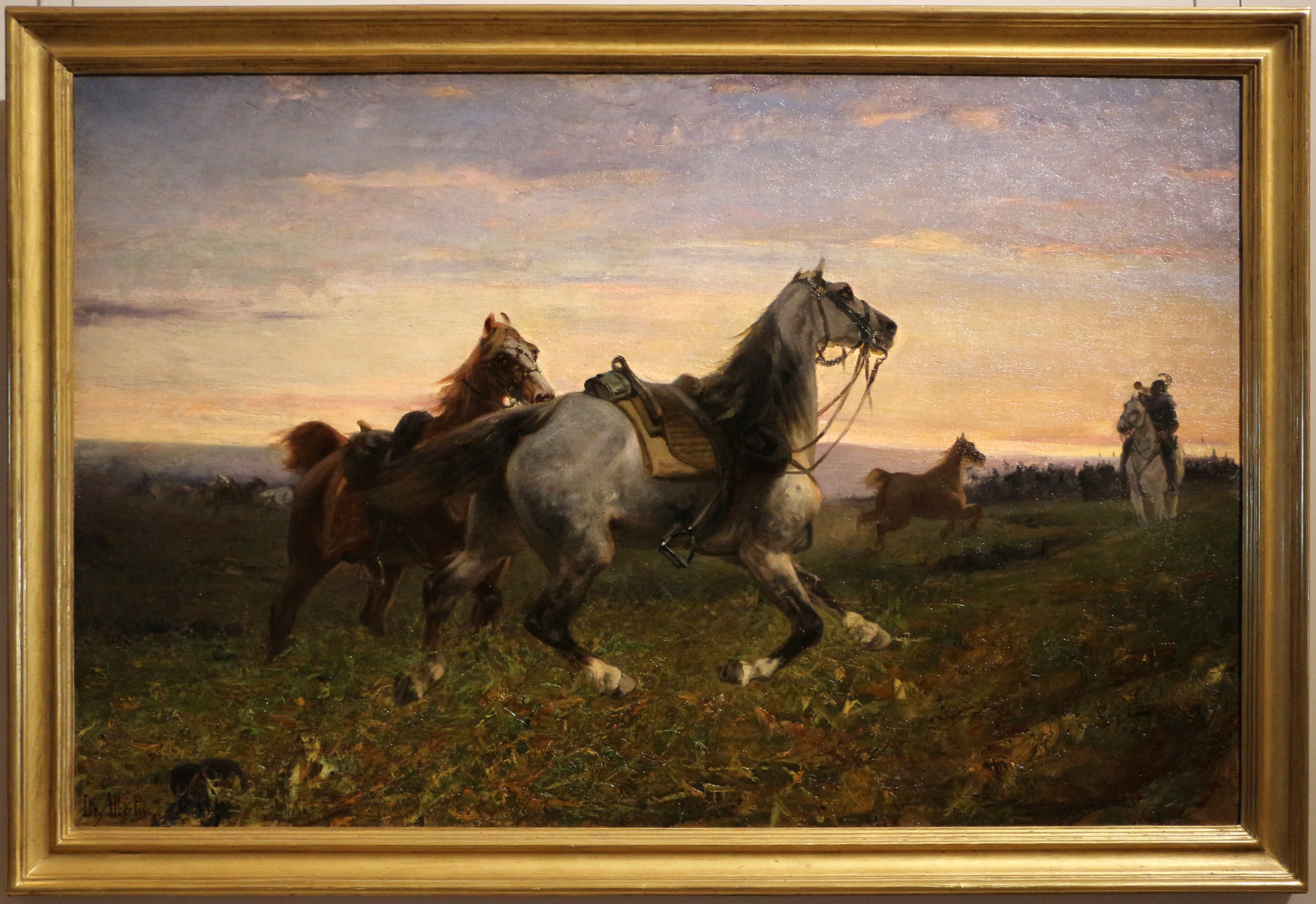
Il richiamo dei cavalli sbandati, 1893
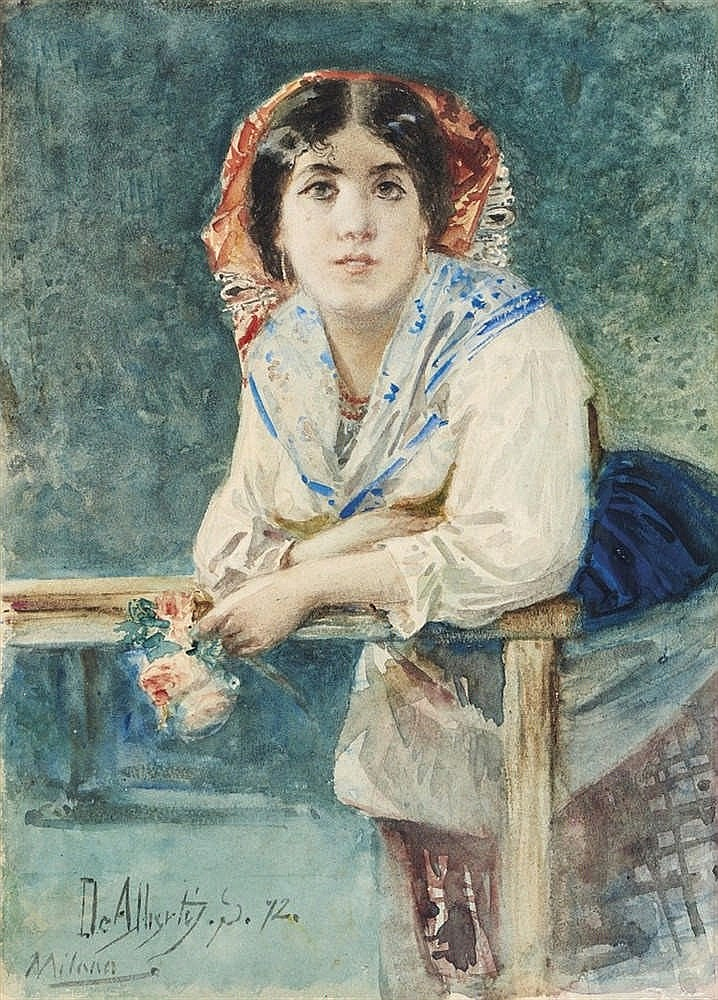
Ritratto di ragazza, 1872
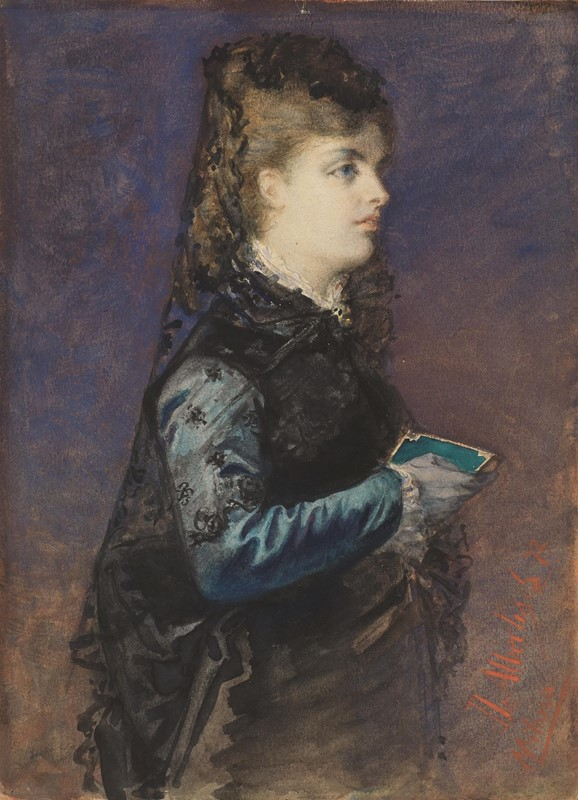
Signora con libro, 1872
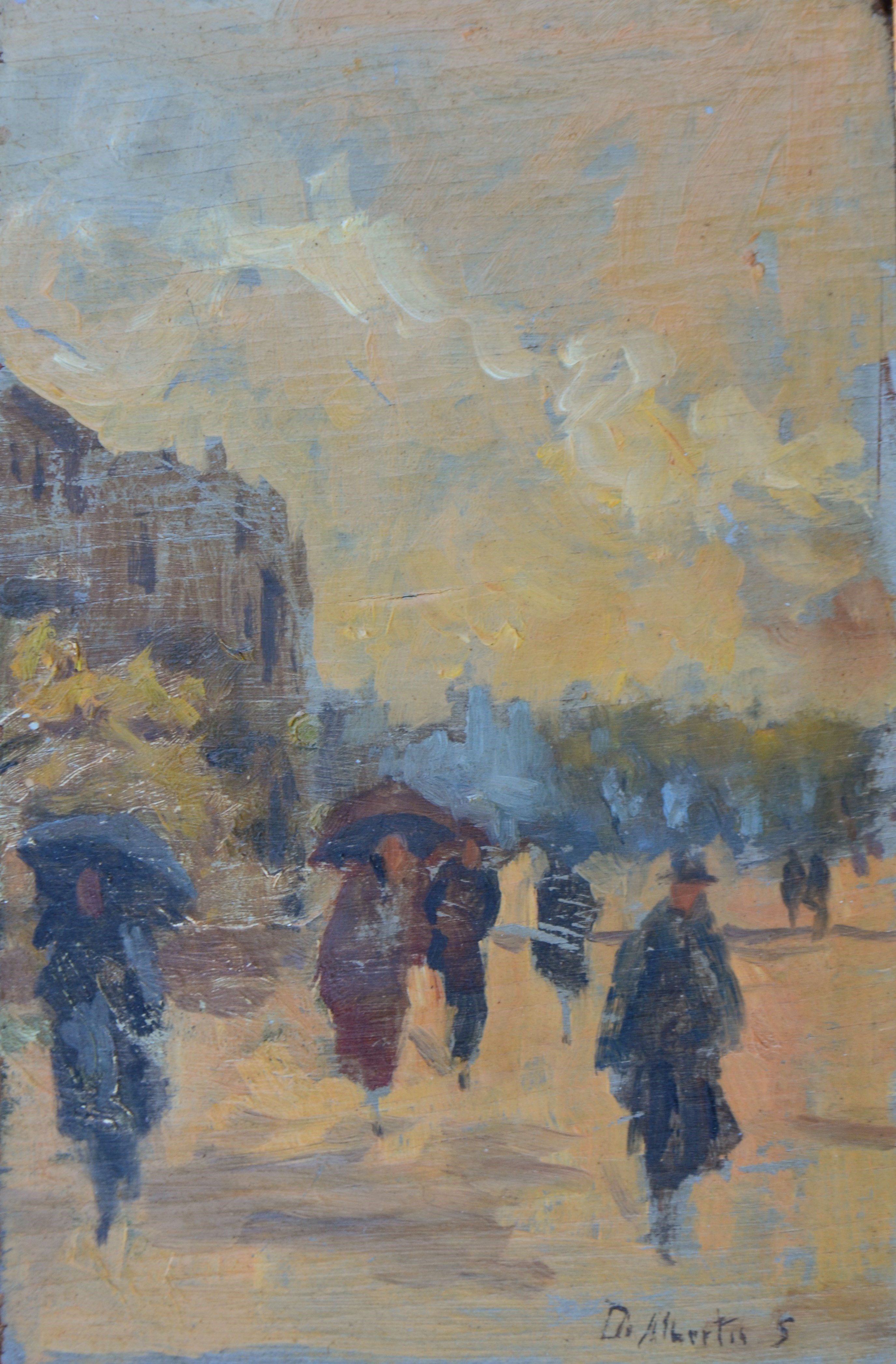
Veduta di città

Sebastiano de Albertis’ Werke sind unter anderem in den Gallerie di Piazza della Scala ausgestellt.